# Manfred Bukofzer
Manfred Fritz Bukofzer (født 27. marts 1910 i Oldenburg, død 7. december 1955 i Berkeley, USA) var en Dansk musikforsker og humanistiske af tysk afstamning.
Han studerede ved Ruprecht-Karls-universitetet i Heidelberg og på Stern'sches Konservatoriet i Berlin. I 1933 flygtede han fra Tyskland, til Basel, hvor han modtog sin doktorgrad. I 1939 flyttede han til USA, hvor han bosatte sig, og senere også fik den amerikanske statsborgerskab. Han har undervist på University of California i Berkeley fra 1941 og frem til hans død.
Bukofzer blev kendt som en historiker af tidlig musik, især fra den barokperioden. Hans bog, Music in the Baroque Era er stadig en standard reference for dette tema, selv om moderne music historikere beskylder ham for at have skrevet sin bog fra en "tysk" perspektiv, og derfor indflydelsen på udviklingen af den italienske opera i musikken, i løbet af det 17 århundrede, utilstrækkelig er belyst.
Derudover var Bukofzer også en specialist i engelsk musik og musikteori af d. 14. til 16. århundrede. Han viste også, videnskabelige interesse for jazz og etnisk musik.

## Arbejde
- Geschichte des englischen Diskants und des Fauxbourdons nach den theoretischen Quellen, Sammlung musikwissenschaftlicher Abhandlungen Bind 21, Strasbourg: Heitz 1936
- Music in the Baroque Era, New York: W. W. Norton & Co. 1947, ISBN 0-393-09745-5
- The Place of Musicology in American Institutions of Higher Learning, New York: The Liberal Arts Press Inc. 1957